# Psaliodes flavagata
Psaliodes flavagata là một loài bướm đêm trong họ Geometridae.